# Katō Shūson
Katō Shūson (japanisch 加藤 楸邨; * 26. Mai 1905 in Tokio; † 3. Juli 1993), eigentlich Katō Takeo (加藤 健雄), war ein japanischer Haiku-Dichter und Literaturwissenschaftler (japanische Literatur). Seine Ehefrau war die Haiku-Dichterin Katō Chiyoko.

## Leben
Katō Shūson wurde in Kitasenzoku, Tokio, heute das Gebiet Kitasenzoku im Tokioter Stadtbezirk Ōta, geboren. Die Anmeldung der Geburt erfolgte wegen plötzlicher Versetzung des Vaters, eines Eisenbahnbeamten, jedoch in der Stadt Ōtsuki. Da später weitere Versetzungen folgten, lebte Shūson im Laufe seiner Jugend in den Regionen Kantō, Tōhoku und Hokuriku der japanischen Hauptinsel Honshū. Als der Vater 1921 in den Ruhestand versetzt wurde, zog die Familie nach Kanazawa, der Heimatstadt der Mutter. Dort setzte Shūson die bereits begonnene Schulausbildung an der Ersten Mittelschule (heute:  Oberschule Kanazawa-Izumigaoka) fort.
1923 schloss er die Mittelschule ab und wurde für zwei Jahre Hilfslehrer an der Grundschule Mattō. (Die Stadt Mattō, in der die Schule lag, ist heute Teil von Hakusan.) In dieser Zeit entwickelte Shūson ein Interesse an der Tanka-Dichtung, insbesondere an den Werken Ishikawa Takubokus oder solchen, die aus der sogenannten Araragi-Schule, benannt nach der gleichnamigen Zeitschrift für Tanka. 1925 verlor er seinen Vater durch an eine Krankheit und zog daraufhin mit der gesamten Familie nach Tokio. 1926 besuchte er die Fakultät für Japanologie und klassische chinesische Literatur der höheren pädagogischen Schule (einer Vorläuferin der heutigen Tsukuba-Universität).
1929 beendete er seine dortige Ausbildung und wurde Lehrer an der Mittelschule Kasukabe. Gleichen Jahres heiratete er Yano Chiyose, die spätere Haiku-Dichterin Katō Chiyoko. 1931 begann er auf Vorschlag eines Lehrerkollegen, Haiku zu schreiben, und veröffentlichte diese in der von Mizuhara Shūōshi herausgegebenen Zeitschrift Ashibi. Zugleich wurde er Schüler Shūōshis. 1935 wurde er in den Kreis der Ashibi-Zeitschrift aufgenommen. 1937 gab er seine Lehrertätigkeit an der Mittelschule auf und zog abermals mit seiner Familie nach Tokio. Dort begann er ein Studium an der Fakultät für Japanologie der geistes- und naturwissenschaftlichen Universität (die später wie die zuvor besuchte Anstalt zur Tsukuba-Universität wurde) und arbeitete gleichzeitig auf Empfehlung Shūōshis im Verlagshaus der Ashibi-Zeitschrift. 
1940 schloss er das Studium ab, wurde Lehrer an der Achten Tokioter Mittelschule (heute die Oberschule Koyamadai) und gründete die Haiku-Zeitschrift Kanrai (寒雷). Von der Ashibi-Zeitschrift zog er sich 1942 zurück. 1944 begab er sich mit anderen Dichtern wie Tsuchiya Bummei nach China und schrieb Haiku auf dem Schauplatz des Krieges. Die ruhende Herausgabe der Zeitschrift Kanrai nahm er im August des Jahres 1946 wieder auf. Durch seine „Kriegsgedichte“ geriet er in die Kritik, da diese eine unterstützende Haltung dem kaiserlichen japanischen Hauptquartier gegenüber bezweifeln ließen. 1954 wurde er Professor am Aoyama-Gakuin-Juniorcollege der Frauen (青山学院女子短期大学, Aoyama-gakuin joshi tanki daigaku) und blieb dort bis zum Jahre 1974.
1968 wurde seine Haiku-Sammlung Maboroshi no shika mit dem Dakotsu-Preis gewürdigt. 1986 verstarb seine Frau Chiyose. In Anerkennung seine Forschungsarbeit zu Matsuo Bashō, die er seit Mitte des Zweiten Weltkrieges vorangetrieben hatte, erhielt er die Medaille am violetten Bande, den Orden des Heiligen Schatzes dritter Klasse sowie den Asahi-Preis.
Zu Beginn des Jahres 1993 musste er ins Krankenhaus eingeliefert werden und verstarb am 3. Juli desselben Jahres. Katō Shūson wurde 88 Jahre alt.

## Werke

### Haiku-Sammlungen
- Kanrai (寒雷). 1941.
- Hotaka (穂高). 1940.
- Setsugo no ten (雪後の天). 1943.
- Hi no kioku (火の記憶). 1948.
- Yakoku (野哭). 1948.
- Kifuku (起伏). 1949.
- Sammyaku (山脈). 1950.
- Maboroshi no shika (まぼろしの鹿). 1967.
- Dotō (怒濤). 1986.

### Sonstiges
- Bashō kōza (芭蕉講座). 1951.
- Issa shūku (一茶秀句). 1964.
- Bashō zenku (芭蕉全句). 1969.
- Okunohosomichi ginkon (奥の細道吟行). 1974.
- Bashō no sanka (芭蕉の山河). 1980.
- Katō Shūson zenshū (加藤楸邨全集). 1982.
- Katō Shūson shoki-hyōron shūsei (加藤楸邨初期評論集成). 1992.